# Enric Pantaleoni i Andreu
Enric Pantaleoni i Andreu (Barcelona, 1934) és un empresari i dirigent veïnal català. De ben jove es va incorporar a l'empresa familiar, la sastreria Modelo, fundada el 1860 pel seu besavi d'origen italià. D'aquesta manera va començar el seu vincle amb la Rambla i Ciutat Vella. Als 24 anys va substituir el seu pare en la direcció de l'establiment Modelo, dedicat a la moda masculina. Des d'aquest càrrec, va desenvolupar les tendències de moda més avantguardistes en nous establiments a la ciutat (Leoni i MacQuinn) i anualment visitava Itàlia i Londres per tal de posar les seves botigues en l'ona de la moda més puntera del moment.
Els lligams amb la Rambla es van fer més estrets quan va substituir el seu pare a la junta de comerciants i veïns que presidia el joier Amadeu Bagués. Els anys de la transició van ser molt durs a causa de la gravíssima degradació que va patir Ciutat Vella. Amb la democràcia, les noves autoritats municipals van comptar amb el suport d'un moviment ciutadà de veïns i comerciants que va fer possible la millora de la situació. Per recuperar la bona imatge del barri, es van fer diverses campanyes amb el suport municipal.
Advocat de formació i comerciant per vocació, Enric Pantaleoni va dedicar gairebé una dècada a presidir l'Associació d'Amics de la Rambla, des de la qual va batallar molt durament per regenerar la part baixa de la Rambla. Una mostra d'això és la ubicació de la Universitat Pompeu Fabra i la del Poliesportiu Colón, que actualment presideix.
Ha sigut un dels fundadors de l'Associació de Comerciants Barna Centre. També va participar en la recuperació del carrer de Pelai i en el projecte que posteriorment fou el Triangle d'Or, i es va implicar en la reconstrucció del Gran Teatre del Liceu després de l'incendi de 1994. Ha col·laborat activament amb els regidors del districte de Ciutat Vella i actualment és membre fundador de la Fundació Tot Raval, dedicada a la dinamització del barri del Raval. El 2004 va rebre la Medalla d'Honor de Barcelona.